# Martina Carraro
Martina Carraro (Génova, 21 de junio de 1993) es una deportista italiana que compite en natación, especialista en el estilo braza. Está casada con el nadador Fabio Scozzoli.
Ganó una medalla de bronce en el Campeonato Mundial de Natación de 2019 y tres medallas en el Campeonato Mundial de Natación en Piscina Corta, en los años 2016 y 2018.
Además, obtuvo cuatro medallas en el Campeonato Europeo de Natación entre los años 2016 y 2022, y cinco medallas en el Campeonato Europeo de Natación en Piscina Corta entre los años 2015 y 2021.
Participó en dos Juegos Olímpicos de Verano, en los años 2016 y 2020, ocupando el séptimo lugar en Tokio 2020, en la prueba de 100 m braza.

## Palmarés internacional
| Campeonato Mundial                  | Campeonato Mundial      | Campeonato Mundial | Campeonato Mundial      |
| Año                                 | Lugar                   | Medalla            | Prueba                  |
| ----------------------------------- | ----------------------- | ------------------ | ----------------------- |
| 2019                                | Gwangju (Corea del Sur) | Medalla de bronce  | 100 m braza             |
| Campeonato Mundial en Piscina Corta |                         |                    |                         |
| Año                                 | Lugar                   | Medalla            | Prueba                  |
| 2016                                | Windsor (Canadá)        | Medalla de plata   | 4 × 50 m estilos        |
| 2018                                | Hangzhou (China)        | Medalla de bronce  | 50 m braza              |
| 2018                                | Hangzhou (China)        | Medalla de bronce  | 4 × 100 m estilos       |
| Campeonato Europeo                  |                         |                    |                         |
| Año                                 | Lugar                   | Medalla            | Prueba                  |
| 2016                                | Londres (Reino Unido)   | Medalla de plata   | 4 × 100 m estilos       |
| 2016                                | Londres (Reino Unido)   | Medalla de plata   | 4 × 100 m estilos mixto |
| 2021                                | Budapest (Hungría)      | Medalla de bronce  | 100 m braza             |
| 2022                                | Roma (Italia)           | Medalla de plata   | 200 m braza             |
| Campeonato Europeo en Piscina Corta |                         |                    |                         |
| Año                                 | Lugar                   | Medalla            | Prueba                  |
| 2015                                | Netanya (Israel)        | Medalla de bronce  | 4 × 50 m estilos        |
| 2019                                | Glasgow (Reino Unido)   | Medalla de oro     | 100 m braza             |
| 2019                                | Glasgow (Reino Unido)   | Medalla de plata   | 50 m braza              |
| 2019                                | Glasgow (Reino Unido)   | Medalla de bronce  | 200 m braza             |
| 2021                                | Kazán (Rusia)           | Medalla de oro     | 100 m braza             |